# Артамоновка
Артамо́новка (рос. Артамоновка) — присілок у складі Абдулинського міського округу Оренбурзької області, Росія.

## Населення
Населення — 76 осіб (2010; 114 у 2002).
Національний склад (станом на 2002 рік):
- чуваші — 91 %